# رابرت اچ بوریس
 رابرت اچ بوریس (انگلیسی: en:Robert H. Burris؛ ۱۳ آوریل ۱۹۱۴ – ۱۱ مهٔ ۲۰۱۰ (۹۶ سال)) یک دانشمند در زمینه زیست‌شیمی اهل ایالات متحده آمریکا بود. بوریس استاد دانشگاه ویسکانسین-مدیسن و عضو آکادمی ملی علوم بود.
وی همچنین برنده جوایزی همچون کمک هزینه گوگنهایم شده است.